# フロントエンドプロセッサ

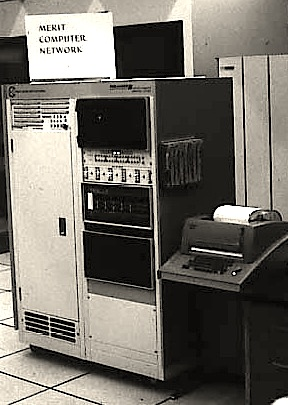
大型汎用機システムにおけるフロントエンドプロセッサの例。PDP-11ベース

フロントエンドプロセッサ (英語: front‐end processor) は、主にコンピュータの、フロントエンド処理を行う機能または装置である。略称FEP（エフイーピー、フェップ）。
「フロンドエンド」は「前側の端、手前の終端」の意味で、「フロントエンドプロセッサ」は「最も手前に置かれた処理機構、前置処理機構」の意味で、システムの前処理（または前処理および後処理）を行うもの全般を意味する。具体例には、メインフレームなどで中心となるコンピュータの負担軽減のためにデータの前処理などを行う補助プロセッサなどで、IBMのSNAネットワークの例では37xx通信制御装置などがFEPとも呼ばれた。あるいはスーパーコンピュータシステムで、計算力を必要とする主な計算以外のデータ処理などを担当するコンピュータなどといったものもある。
また日本のパーソナルコンピュータ環境においては、主にMS-DOSにおいてかな漢字変換などを行う日本語入力システムを指して、よくFEPと呼んだ。

## 日本語入力フロントエンドプロセッサ
主に日本のMS-DOS普及期には、コンピュータへの文字列入力時にかな漢字変換を行うための日本語入力システムを、「日本語入力フロントエンドプロセッサ」（日本語入力FEP）と呼び、略してFEPとも呼んだ。
これはワープロソフトなどのアプリケーションソフトウェアから見ると、（MS-DOS用の多くの）日本語入力システムが前処理を行い、漢字変換などをした後の文字列を、「入力」として受け取るためである。「日本語入力フロントエンドプロセッサ」という用語が初めて用いられた製品は、1986年にバックス社がPC-9800シリーズ用に発売した、かな漢字変換システム「VJE-86」である。このため当時の業界・ユーザー・マスコミ等の一部では、文字入力システム全般を「FEP」とも呼称した。
ただし当時のMS-DOS供給元である各メーカーは「FEP」とは呼ばなかった。Microsoft Windows（Windowsでは日本語入力はフロントエンドプロセッサ方式ではないのでフロントエンドプロセッサと呼ぶこと自体誤り）の普及以後は、一般的な用語である「インプットメソッド」や、マイクロソフトの用語である「インプットメソッドエディタ」 (IME) という用語が普及した。